# 280mm moždíř vzor 1939 (Br-5)

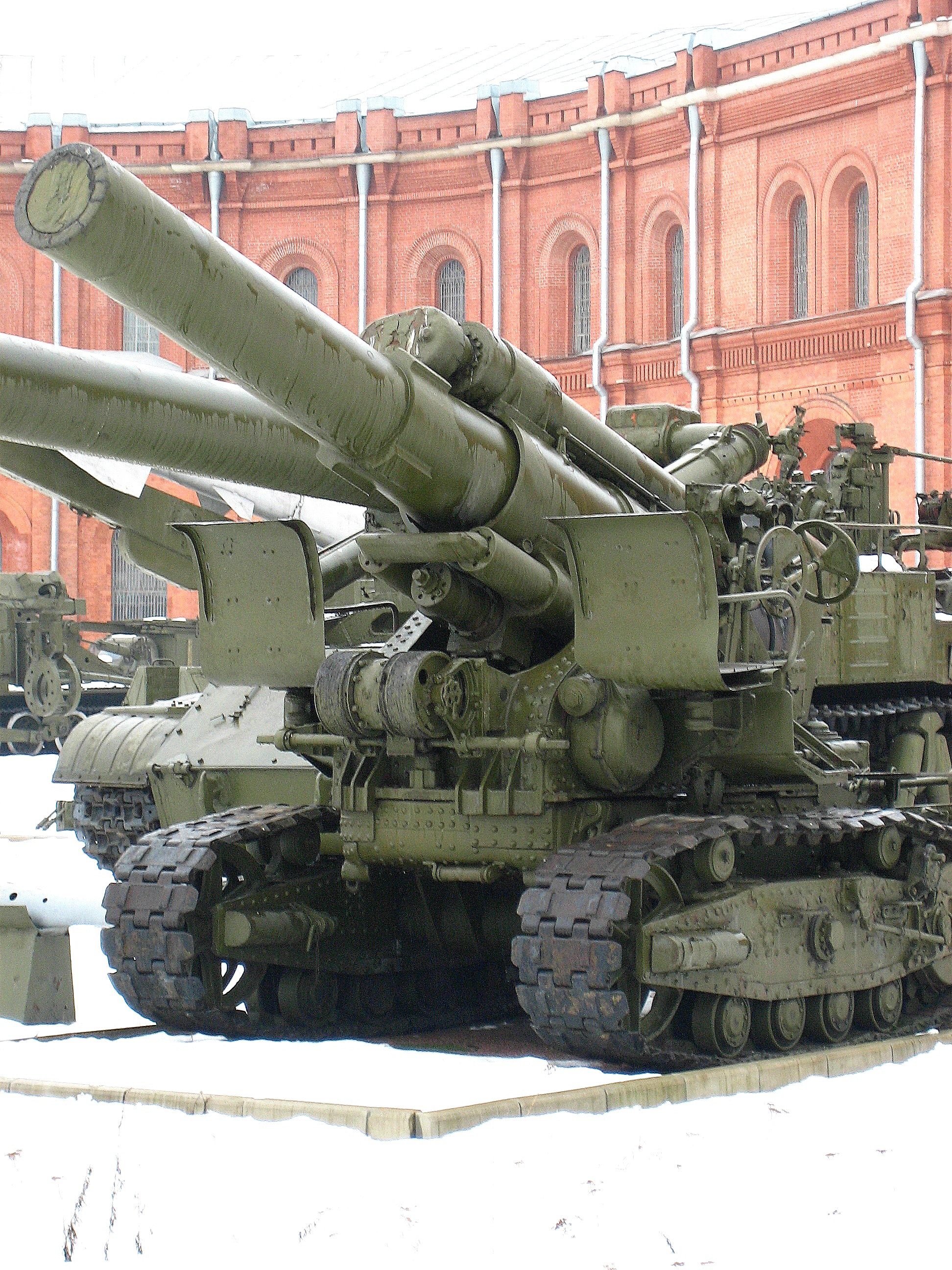
Moždíř BR-5 v Petrohradském dělostřeleckém muzeu

280mm moždíř vzor 1939 (Br-5) (rusky 280-мм мортира образца 1939 года (Бр-5), 280-mm mortira obrazca 1939 goda (Br-5)) byla těžká sovětská dělostřelecká zbraň, bojově použitá během druhé světové války. Byl použit při obléhání Berlína. Obsluhu moždíře tvořilo 15 lidí. Náboj vážil 246 kg, z toho trhavá náplň tvořila 58 kg. Výbuch střely vytvořil kráter hluboký 10 metrů a 6 metrů široký. Rychlost palby byla velmi nízká (1 rána za 4 minuty) z důvodu vysokého zahřívání hlavně.